# Zygmunt Janicki
Zygmunt Ludwik Janicki OFM (ur. 24 grudnia 1867 w Krakowie, zm. 11 kwietnia 1929 w Wieliczce) – polski kapłan, franciszkanin, komisarz generalny Prowincji Niepokalanego Poczęcia NMP w Prusach i w Wielkim Księstwie Poznańskim w latach 1914–1923 (ranga prowincjała), prowincjał reformatów krakowskich w latach 1914-1924.

## Życiorys
O. Zygmunt Janicki przyszedł na świat w Wigilię Bożego Narodzenia 1867 w rodzinie Adama i Karoliny z Wojciechowskich. Uczył się najpierw w swym rodzinnym mieście Krakowie. 16 sierpnia 1883 wstąpił do Zakonu Braci Mniejszych − franciszkanów − w reformackiej Prowincji Matki Boskiej Bolesnej przekraczając progi domu nowicjackiego w Wieliczce. Śluby czasowe złożył 25 sierpnia 1884. Następnie ukończył szkołę średnią w Jarosławiu na Podkarpaciu. Filozofię i teologię studiował u jezuitów w Krakowie. Święcenia kapłańskie przyjął 15 sierpnia 1889.
Jako kapłan pracował w klasztorze Krakowie i Kętach (1893–1898). Gdy w wyniku tzw. unii leonianskiej w 1897 zjednoczone zostały prowincje reformacka Matki Boskiej Bolesnej z obserwancką (bernardyńską) prowincją krakowską, o. Janicki wybrany został zastępcą prowincjała nowej zjednoczonej Prowincji Niepokalanego Poczęcia NMP (1905–1911). W latach 1902–1911 był też wicekomisarzem, a następnie komisarzem Ziemi Świętej (1911-1923).
Gdy wcześniej zjednoczone prowincje znowu się podzieliły, o. Janicki został wybrany zastępcą prowincjała, później zaś prowincjałem reformackiej Prowincji Matki Bożej Anielskiej (1914-1924). W latach 1914–1923 łączył tę ważną funkcję z urzędem komisarza generalnego (w randze prowincjała) Prowincji Niepokalanego Poczęcia NMP.
Pod koniec życia przebywał w Wieliczce, gdzie zmarł 11 kwietnia 1929. Został pochowany na cmentarzu Rakowickim w Krakowie.